# Большое Сёмино (Ярославская область)

Большое Сёмино — деревня в Погорельском сельском округе Глебовского сельского поселения Рыбинского района Ярославской области.
Деревня расположена в северной части Глебовского сельского поселения, с восточной стороны автомобильной дороги из центра сельского поселения Глебово на Ларионово, между деревнями Большое Займище, расположенной на расстоянии около 1 км в сторону Ларионово, и деревней Малое Сёмино, расположенной в сторону Глебово практически вплотную с Большим Сёмино, но с западной стороны дороги. Основная улица деревни ориентирована перпендикулярно автомобильной дороге. К востоку от деревни обширный, частично заболоченный лесной массив, пересекаемый реками и мелиоративными канавами, впадающими в мелководный залив на юге Рыбинского водохранилища.
Деревня Бол. Семина указана на плане Генерального межевания Рыбинского уезда 1792 года.
На 1 января 2007 года в деревне числилось 24 постоянных жителя . Почтовое отделение в селе Погорелка обслуживает в деревне Большое Сёмино 63 дома, названий улиц нет.